# Walthari-Klause
Die Walthari-Klause ist ein Wanderheim im Pfälzerwald. 

## Lage
Die Hütte befindet sich in Petersbächel, einem Ortsteil von Fischbach bei Dahn.

## Geschichte
Das Gebäude fungierte früher als örtliche Schule. 1977 wurde dort die bis 2017 existierende Ortsgruppe Petersbächel-Gebüg gegründet; seine ursprüngliche Funktion hatte das Gebäude zu diesem Zeitpunkt bereits eingebüßt. Ein Jahr später wurde es ein Wanderheim mit dem Namen „Walthari-Klause“  eröffnet und zunächst vom Hauptverein des Pfälzerwald-Verein bewirtschaftet. 1995 wurde der benachbarte leerstehende Kindergarten organisatorisch ins Wanderheim integriert. Der Pfälzerwald-Verein verkaufte die Institution 2010 an die Ortsgemeinde Fischbach, woraufhin in den Folgejahren eine private Bewirtschaftung stattfand. Von 2022 bis 2024 stand sie aufgrund eines Pächterwechsels vorübergehend leer. 2025 wurde im Haushaltsplan der Ortsgemeinde Fischbach die Kosten für die Walthari-Klause auf 5000 Euro beziffert.

## Tourismus
Das Heim liegt am Saar-Rhein-Weg.